# David Hasler
David Hasler (Schaan, 4 maggio 1990) è un ex calciatore liechtensteinese, di ruolo attaccante.

## Carriera

### Club
Nel 2007 firma un contratto con la squadra svizzera Basilea dopo essere cresciuto nelle giovanili dell'Eschen/Mauren. Il giocatore era inoltre conteso anche da Young Boys e dallo Zurigo. Il sito della UEFA lo indicò come uno dei giovani più promettenti del 2007. Nel 2010 si trasferisce al Vaduz, la squadra della capitale della sua nazione. Nel 2013 torna dopo 6 anni alla sua prima squadra, ovvero all'Eschen/Mauren.

### Nazionale
Nel 2006 debutta nella nazionale Under-21 del Liechtenstein contro l'Irlanda del Nord a 15 anni e 11 mesi.
Il 26 marzo 2008 debutta nella nazionale maggiore del Liechtenstein nella partita persa 7-1 contro Malta.

## Palmarès

### Club

#### Competizioni nazionali
- Campionato svizzero: 2

Basilea: 2007-2008, 2009-2010
- Coppa Svizzera: 2

Basilea: 2007-2008, 2009-2010
- Coppa del Liechtenstein: 2

Vaduz: 2010-2011, 2012-2013